# تومیتسه (شهرستان پوزنانگ)
تومیتسه (به لهستانی:  Tomice) یک روستا در لهستان است که در گمینا ستنشو واقع شده‌است. تومیتسه ۹۰ نفر جمعیت دارد.